# Joseph M. Acaba
Joseph Michael Acaba, född 17 maj 1967 i Inglewood, Kalifornien, är en amerikansk astronaut uttagen i astronautgrupp 19 den 6 maj 2004.

## Karriär
BSc i Geologi vid University of California Santa Barbara 1990
MSc i Geologi vid University of Arizona 1992

## Rymdfärder
- Discovery - STS-119
- Sojuz TMA-04M, Expedition 31/32
- Sojuz MS-06, Expedition 53/54